# Шайд (Рейнланд-Пфальц)
Шайд (нім. Scheid) — громада в Німеччині, розташована в землі Рейнланд-Пфальц. Входить до складу району Вульканайфель. Складова частина об'єднання громад Обере-Киль.
Площа — 5,49 км2. Населення становить 117 ос. (станом на 31 грудня 2020).